# التحام غضروفي
عندما يكون الوسط الرابط غضروفاً زجاجياً، يُطلق على المفصل الغضروفي اسم التحام غضروفي (بالإنجليزية: Synchondrosis)‏.
المفصل القصّي الضلعي الأول (حيث يلتقي الضلع الأول للقفص الصدري مع قبضة القص) مثال على المفصل الغضروفي. في هذا المثال، يتمفصل الضلع مع قبضة القص عبر غضروف ضلعي (أما باقي المفاصل القصّية الضلعية فهي مفاصل مسطحة).
في بعض الأحيان، يكون الالتحام الغضروفي شكلاً لمفصل مؤقّت يُسمى بالصفيحة المشاشية، حيث يتحول الغضروف إلى عظم قبل سن البلوغ.
تتواجد تلك المفاصل في العظام الطويلة بين المشاش وجسم العظم ، وبين العظم القذالي (بالإنجليزية: Occipital bone)‏ والعظم الوتدي (بالإنجليزية: Sphenoid bone) ، كما تتواجد لعدة سنوات بعد الولادة بين الجزء الصخري (بالإنجليزية:  petrous portion)‏ عظم الصدغي والناتئ الوداجي (بالإنجليزية: Jugular process)‏ للعظم القذالي.

## وصلات خارجية
- Types of joints